# 图法拉尔市镇
图法拉尔市镇（俄语：Тофаларское муниципальное образование）是俄罗斯联邦伊尔库茨克州下乌金斯克区所属的一个市镇。其下辖有1个居民点，行政中心为阿雷格杰尔。据2016年统计，该市镇的人口为530人。